# László Sáry

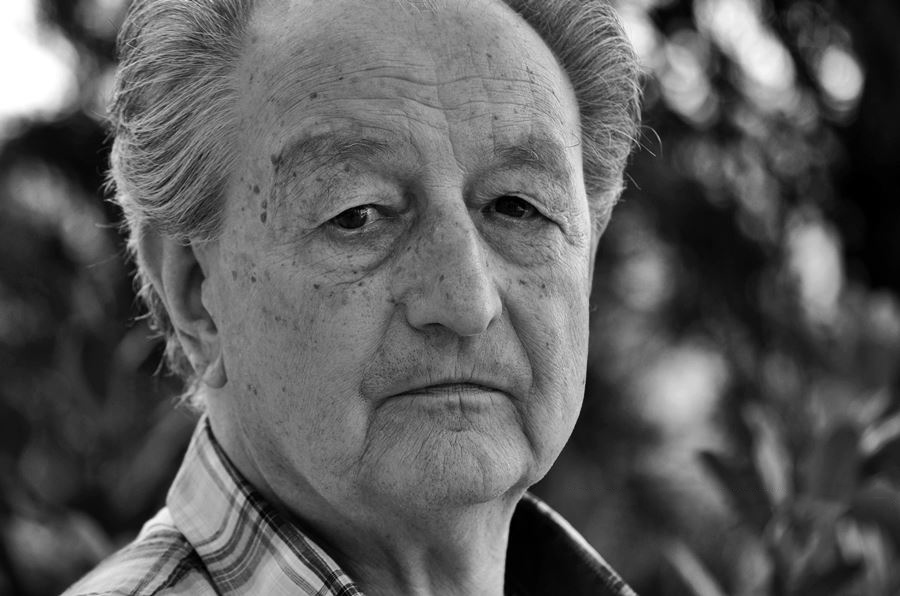

László Sáry (Győrasszonyfa, 1 januari 1940) is een Hongaars componist, muziekpedagoog en pianist.

## Levensloop
Sáry studeerde aan de Ferenc Liszt-Akademie voor muziek (Hongaars: Liszt Ferenc Zeneművészeti Egyetem) in Boedapest onder andere bij Endre Szervánszky. Samen met andere Hongaarse componisten, zoals Zoltán Jeney, László Vidovszky, Péter Eötvös en Albert Simon richtte hij het Új Zenei Stúdió (Studio voor nieuwe muziek) op, waarin hij zelf actief was als componist en musicus.
In 1972 nam hij deel aan de Darmstädter Ferienkurse für Neue Musik en was onder de indruk van de instelling van Christian Wolff. Dat heeft zijn interesse voor nieuwe compositietechnieken en opleidingsmethodes gesterkt. In het midden van de jaren 1970 formuleerde hij een speciale methode, die hij Sáry módszer – Kreatív zenei gyakorlatok (Creatieve muziekactiviteiten) noemde. Deze methode was gebaseerd op fundamentele elementen van zijn nieuwe muzikale gedachten en ideeën, gaf informatie over verschillende bekende compositietechnieken en -stijlen en ontwikkelde vele mogelijkheden van improvisatie en concentratie. Sáry's methode werd ingevoerd bij vele muziekscholen en ook aan de Ferenc Liszt-Akademie voor muziek. Hij gaf verschillende cursussen in Japan, Frankrijk, Italië, België en Estland.
In 1990 werd hij directeur van het József Katona theater en eveneens professor voor muziek aan de Universiteit voor drama en film in Boedapest. In 1994 werd hij actief lid van het MUS-E-project van Yehudi Menuhin voor de opleiding van gehandicapte kinderen in muziek, zang, dans en beweging. In 1996 was hij drie maanden in Tokio op uitnodiging van de Japan Foundation om traditionele Japanse muziek, theater en dans te bestuderen. Sinds 1999 is hij lid van de Széchenyi Literary and Artistic Academy (Hongaarse academie van literatuur en schone kunsten).

## Onderscheidingen
- 1979 Kassák Prijs
- 1985 Erkel Prijs
- 1993 Bartók-Pásztory Prijs
- 1998 3e prijs op het 7e International Postrum of Electroacoustic Music (IREN) voor Steam Engines

## Composities

### Werken voor orkest
- 1970 Canzone solenne, voor orkest
- 1971 Immaginario No.l, voor kamerorkest
- 1975 Hommage á Kurtág, voor kamerorkest
- 1977 Music for 24 Strings and 24 Winds
- 1979 Hommage a Dohnányi, voor kamerorkest
- 1980 Discussions, voor orkest
- 1981 Párhuzamos mozások (Parallelle bewegingen), voor kamerorkest
- 1983 Két tétel kettős vonóskarra (Twee delen voor dubbelstrijkorkest)
- 1984 Concerto classico, voor kamerorkest
- 1985-1986 Hyperion sorsdala, voor 24 strijkinstrumenten
- 1986 Tükörképek (Weerspiegelingen), voor 24 strijkers en 24 blazers
- 1987-2000 Tánczene, 13 delen voor solo instrumenten en kamerorkest
- 1992-1993 Concerto obligát szaxofonokra, voor saxofoon, harp, slagwerk en strijkorkest
- 2004 Tiszavirág II, voor strijkorkest

### Werken voor harmonieorkest
- 1984 In memoriam Igor Stravinsky

### Missen, oratoria, cantates en gewijde muziek
- 1969 Cantata No. 1, voor sopraan solo, kamerkoor en instrumentaal ensemble – tekst: Henri Michaut en Sándor Weöreös
- 1982 rev.1986 Magnificat, voor sopraan solo en dwarsfluit of 3 dwarsfluiten of klarinet
- 1990 Mise (Mis), voor gemengd koor
- 1999 Ave Maria, voor zangstem en instrument
- 2002 Theomachia – oratórium dráma, oratorium voor vijf vocale solisten en slagwerkers – première: 2002, Boedapest, Bárka Theatre

### Muziektheater

#### Opera's
| Voltooid in | titel                                                   | aktes  | première                                               | libretto            |
| ----------- | ------------------------------------------------------- | ------ | ------------------------------------------------------ | ------------------- |
| 1991        | In Sol                                                  | 1 akte | 1991                                                   | Arany János Színház |
| 1992-1993   | Élöképek (Tableaux vivants/levende schilderijen)        | 1 akte | 1997, Herfst Festival Boedapest, Katona J. Theater     |                     |
| 1994        | Adorjánok és Jenők                                      | 1 akte | 1995, Magyar Televízió (Hongaars televisie)            |                     |
| 2004        | Remek hang a futkosásban                                | 1 akte | 2004, Boedapest, József Katona Theatre                 |                     |
| 2004        | Négerek (Negros)                                        | 1 akte | 2004, Boedapest, Bárka Theatre                         |                     |
| 2006        | Ének a kőszívű királyról – (samen met: János Pilinszky) | 1 akte | oktober 2006, „Nádor terem“ „Korunk zenéje“            |                     |
| 2006        | Nomád mese (Nomadische taal)                            | 1 akte | november 2006, French Institute, Ensemble Musicatreize |                     |

#### Balletten
| Voltooid in | titel       | aktes | première | libretto | choreografie |
| ----------- | ----------- | ----- | -------- | -------- | ------------ |
| 1996        | Imago Mundi |       |          |          |              |

### Werken voor koren
- 1965 Lamento, voor vijfstemmig koor – tekst: uit Jeremias Klaagliederen
- 1966 Három madrigál (Drie madrigalen), voor vijfstemmig kamerkoor – tekst: gedichten van Francis Jammes en Gil Vincente
- 1969 Incanto, voor vijfstemmig koor – tekst: Sándor Weöreös
- 1975 Dob és tánc (Trom en dans), voor vrouwenkoor – tekst: Sándor Weöreös
- 1982 Kánon a felkelő Naphoz (Canon van de opgaande zon), voor vier- of zesstemmig unisono koor of instrumentaal ensemble – tekst: Sándor Weöreös
- 1986 Hexagramm, voor gemengd koor (of: zes zangers en zes blazers)
- 1992 Most csak egy kutyát (Het is nu en hond), voor 12 zangers en 24 instrumenten
- 1995 O Salutaris Hostia, voor gemengd koor met 8 of 16 stemmen
- 1997 12 Haiku, voor gemengd koor

### Vocale muziek
- 1968 Quartetto, voor sopraan, dwarsfluit, viool en cimbalom – tekst: gedicht van Sándor Weöreös
- 1972 Psalmus, voor sopraan en melodie-instrument – tekst: Psalm 139
- 1974 Variációk 14 hang fölött (Variations on 14 Pitches), voor sopraan en piano – tekst: John Cage
- 1975 Lied in Lyd, voor alt solo, bas solo en kamerkoor – tekst: Sándor Weöreös
- 1980 Socrates utolsó tanítása (Socrates Last Teaching), voor sopraan en piano
- 1982 Öt melankólikus ének (Vijf melancholische gezangen), voor zangstem en piano – tekst: Georg Trakl
- 1982 Hold – ének (Lied van de maan), voor sopraan, bas en gemengd koor – tekst: Sándor Weöreös
- 1988 Az Idő szava (De stem van de tijd), voor twee solo zangers, blazerskwintet, strijkkwintet en piano
- 1989 Miniatűrök (Miniaturen), voor sopraan, vibrafoon en 4 slagwerkers
- 1992 A végső utazás – (El viaje definitivo), voor sopraan en drie melodie-instrumenten
- 2005 Mindig csak az van, ami van, voor zes zangers, piano en harmonium

### Kamermuziek
- 1965 Variazioni, voor klarinet en piano
- 1967 Fluttuazioni, voor viool en piano
- 1967 Pezzo concertato, voor dwarsfluit en piano
- 1969 Incanto, voor saxofoonkwintet
- 1970 Sonanti No. 2, voor dwarsfluit en slagwerk
- 1972 Image, voor klarinet, cello en piano
- 1973 Kerekezés, voor drie of meer spelers
- 1973 Hangnégyzet No. 1 (Klank plein), voor 8 spelers
- 1974 Undisturbed, voor kamerensemble
- 1975 Voices, voor dwarsfluit duet
- 1975 Csigajáték (slangen spel), voor zes groepen
- 1975 Gaga, voor klarinet, cello en piano
- 1975 Cseppre csepp, voor 4 gelijke groepen
- 1976 Diana búcsúja (Diana's afscheid), voor 8 violen en 8 altviolen
- 1977 Canon, voor zes instrumenten
- 1977 For Viola or Cello
- 1978 Kotyogó kö egy korsóban, voor 4 gelijke instrumenten
- 1980 Utazás Ixtlan felé (Reis naar Ixtlan), voor zes of acht instrumenten
- 1982 Tájkép C-ben (Landschap in C), voor kamerensemble
- 1982 Egy akkordsor forgatókönyve (Scenario van een serie van akkoorden), voor piano's en dwarsfluiten
- 1982 The Echoing Green – Hommage a William Blake, voor fagot en piano
- 1984 Tiszavirág I, voor vier violen, dwarsfluit en piano
- 1985 Az ismétlődö ötös (Vijf herhaald), voor toetsinstrument (orgel, piano) en slagwerk, strijkers en/of blazers
- 1986 Telihold (Volle maan), voor 3 violen, 3 altviolen, 2 cello's en gong
- 1986 Omphale rokkája, voor 4 gelijke instrumenten
- 1986 Variációk vonósnégyesre (Variaties voor strijkkwartet)
- 1986 ... és a Nap? (... en de zon?), voor strijkkwartet
- 1988 Tanulmányok két fuvolára (Studies voor twee dwarsfluiten)
- 1989 Napraforgó (Zonnebloem), voor piano en drie marimba
- 1990 Tánczene, voor dwarsfluit of viool en piano
- 1990 Holdkutya, voor vier melodie-instrumenten
- 1992 Niagara, voor dwarsfluit, met piatti en grote trom
- 1994 Tánczene, voor Es-klarinet of viool, basklarinet of saxofoon, contrabas en piano
- 1995 Egérrágta mese, voor saxofoon, gitaar en contrabas
- 1995 Labyrinth, voor strijkkwartet en twee marimba
- 1996 Tranquillity, voor twee instrumenten
- 2000 Ária és Valcer (Aria en wals), voor twee dwarsfluiten
- 2001 Kettős (duetten), voor 2 dwarsfluiten of 2 klarinetten of 2 trompetten
- 2002 Kromatikus játék (Chromatisch speel), voor 2 klarinetten en fagot
- 2003 Hommage á Kassák, voor dwarsfluit en piano
- 2003 Imitatio in unisono, voor twee klarinetten
- 2003 Contrapunctus floridus, voor twee klarinetten en fagot
- 2003 Az ég orgonajátéka (Orgelspel voor de hemel), voor 3 violen, 2 altviolen en 2 cello's
- 2003 Niagara variációk (Niagara variaties), voor 2 of 4 dwarsfluiten, grote trom en tamtam

### Werken voor orgel
- 1970 Versetti, voor orgel en slagwerk
- 1971 Versetti nuovi, voor orgel
- 2005 Singet dem Herrn ein Neues Lied, voor orgel en trompet

### Werken voor piano
- 1967 Catacoustics, voor twee piano's
- 1973 Az ég virágai (Bloemen voor de hemel), voor kwarttoonpiano's
- 1974 Collage, voor piano
- 1981 Prelude, voor vier toetseninstrumenten (orgel, piano, klavecimbel, celesta etc)
- 1987 Ludus cromaticus, voor piano zeshandig
- 1987 Tánczene, voor piano
- 1989 Tánczene, voor piano
- 1991 Tánczene, voor piano
- 1995 Kettős végtelen (Double infinity), voor twee piano's
- 1995 Tánczene, voor piano
- 1996 Dramatic story
- 1998 Tánczene, voor piano vierhandig
- 2006 Körök (cirkel)
- 2006 Trópus és szekvencia, voor piano en accordeon

### Werken voor klavecimbel
- 1969 Sonanti No. 1

### Werken voor cimbalom
- 1972 Sounds, voor cimbalom[1]
- 1979 Koan bel canto

### Werken voor slagwerk
- 1971 Sonanti No. 3, voor cymbal
- 1976 Szilánkok (Fragmenten), voor cymbal
- 1979 Polyrhythmia, voor 100 hand-klokken met 5 spelers
- 1982 Pentagramm, voor vijf slagwerkgroepen en geprepareerd piano
- 1998 Rácz-walk, voor vier pauken en sirene

### Elektronische muziek
- 1996 Etüdök gőzmozdonyokra, voor geluidsband
- 1997 Locomotiv Symphonie, voor geluidsband
- 1998 Tánczene, voor fagot of contrabas en geluidsband

### Filmmuziek
- 1986 Rejtözködö
- 1989 Ad Rem
- 1991 Árnyék a havon (ook bekend als: Shadow on the Snow)
- 1995 A Homok dala
- 2000 Vízió (Vision)
- 2002 Az én kis városom
- 2002 Pszichoparádé (ook bekend als: Psycho-Parade)

### Pedagogische werken
- 1999 Kreatív zenei gyakorlatok – (Creative Music Activites)
- 2005 Kreatív Zenei Gyakorlatok II. – (Creative Music Activities II.)